# 하워드 버넌

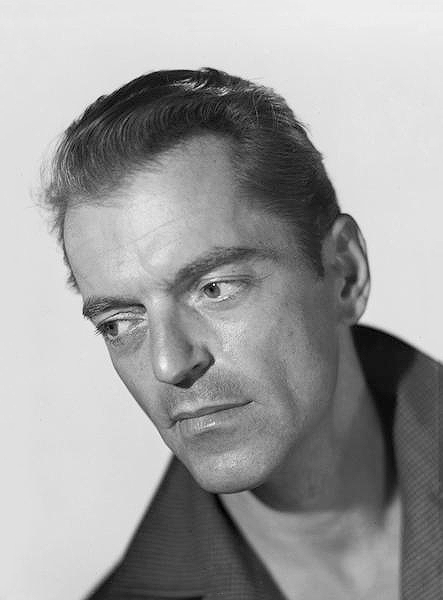

하워드 버넌(Howard Vernon, 1914년 7월 15일~1996년 7월 25일)은 스위스의 배우이다.
바덴에서 태어났으며 이시레몰리노에서 사망하였다. 사인은 질병이다.

## 영화
- 달콤한 착각(1991년)
- 델리카트슨 사람들(1991년)
- 페이스레스(1988년)
- 리벤지 인 더 하우스 오브 어셔(1983년)
- 닥터 지킬 앤 히즈 우먼(1981년)
- 악령의 늪(1980년)
- 브이 특공대(1979년)
- 감옥의 여인들 9(1977년)
- 레스 인트리게스 드 실비아 코우스키(1975년)
- 산송장 속의 처녀(1973년)
- 드라큐라 대 프랑켄슈타인(1972년)
- 아카사바의 악마(1971년)
- 미스 데스(1966년)
- 지옥행 열차(1966년)
- 헤로인 커넥션(1966년)
- 알파빌(1965년) - 폰 브라운 교수 역
- 대열차 작전(1964년)
- 조로 더 어벤저(1962년)
- 조로의 그림자(1962년)
- 레옹 모랭 신부(1961년)
- 마부제 박사 4(1960년)
- 최후의 8월 15일(1955년)
- 도박사 봅(1955년)
- 야성녀 아이비(1953년)
- 의적 핌퍼넬(1951년)
- 선장 파비안의 모험(1951년)
- 바다의 침묵(1949년) - 베르너 폰 에브레낙 역